# 阿尔图斯里德
阿尔图斯里德是德国巴伐利亚州的一个市镇。总面积91.68平方公里，总人口9954人，其中男性4962人，女性4992人（2011年12月31日），人口密度109人/平方公里。

## 友好城市
- 法國 吕西尼昂